# كانون دي 30
كانون دي 30  (بالإنجليزية: Canon EOS D30) هي كاميرا رقمية 3. 1 ميجا بيكسل من إنتاج شركة كانون وقد طرحت في السوق في نوفمبر 2001